# NHKニュースおはよう福岡
NHKニュースおはよう福岡（エヌエイチケイニュースおはようふくおか）は、NHK福岡放送局が『NHKニュースおはよう日本』内で平日7時台に放送していたローカルニュース番組。NHK合理化により北九州局エリアを含めた全福岡県内で放送されている。

## 概要
福岡県関連のニュースを2本伝えた後、日本道路交通情報センター福岡センターと中継を繋ぎ、九州内の高速道路と福岡、北九州両市内の都市高速道路と主な一般道路の状況を簡易画像付きで伝える。なお2013年に入り、首都圏と同じタイプの大型ボードに情報を図示する昔ながらのスタイルに変更した。最後に福岡とその隣県の今日の天気を伝えて、九州・沖縄ブロック向け番組「NHKニュース おはよう九州沖縄」に接続する。2018年度から、放送枠全体が『おはよう九州沖縄』で構成されるため、事実上2017年度をもって終了した。
土曜日にも同様の時間が設けられているがここでは交通情報が省かれる代わりに、気象情報は県内10箇所のポイント予報も伝えられるほか、2011年度まではノンタイトルで放送されていた。タイトルに「NHKニュース」が入り土曜にも適用されたのは全国放送が2012年度にリニューアルしたことによる。

## 放送時間の変遷
2006年度まで
平日　7:30-7:35
2007年度
平日　7:30-7:36（1分拡大）
2008年度～2017年度
平日　7:45-7:51
2012年度
土曜　7:30-7:35

## 担当キャスター
- 佐々木理恵（2015年4月 - 2018年3月）
- 松﨑洋子（2017年4月 - 2018年3月）

2009年度までは基本的にシフト勤務となっていたが、2010年度以降は他地区に倣い以下の2名による隔週交替担当で固定した。
土曜は『おはようサタデー』の担当者がそのまま務める。男性アナウンサーはニュースを、女性契約キャスターは気象情報を、それぞれ担当。

## 過去の担当アナウンサー
- 上野速人（2012年4月 - 2015年7月）
- 三輪秀香（2011年4月 - 2013年2月）
- 雨宮萌果（2013年3月11日 - 2015年3月）
- 小宮山晃義（2015年8月2日 - 2016年3月）
- 長麻未（2016年4月 - 2017年3月）